# 林美桜
林 美桜（はやし みおう、1994年4月8日 - ）は、テレビ朝日のアナウンサー。

## 来歴・人物
神奈川県鎌倉市出身。
湘南白百合学園幼稚園、湘南白百合学園小学校、湘南白百合学園中学・高等学校、聖心女子大学文学部哲学科卒業。
2017年入社。同期入社のアナウンサーは、三谷紬と井澤健太朗。
大学在学中の2014年3月に、神奈川県鎌倉市の広報大使である「ミス鎌倉」に選出され、1年間務めた。
趣味は、ラグビー観戦、コンサート、お笑い鑑賞。資格は、教育職員免許状（中学：宗教、高校：公民・宗教）、鎌倉検定3級、韓国語能力試験（TOPIK）4級を所持している。幼少期からクラシックバレエを習っていたが、高校生の時にケガをしたことで断念した。
2017年6月6日、宇賀なつみや三谷と共に、テレビ朝日の夏イベント「テレビ朝日・六本木ヒルズ 夏祭り SUMMER STATION」の開催記念記者会見に出席。これが公の場での初仕事となる。

## 出演番組
報道・情報番組
| 期間       | 期間      | 番組名                                                              | 役職                                                         | 備考                   |
| ---------- | --------- | ------------------------------------------------------------------- | ------------------------------------------------------------ | ---------------------- |
| 2017年10月 | 2018年9月 | サンデーLIVE!!（朝日放送→朝日放送テレビ・メ〜テレとの共同制作番組） | 気象情報担当                                                 |                        |
| 2018年10月 | 2019年3月 | スーパーJチャンネル                                                 | 月・金曜日フィールドキャスター                               |                        |
| 2019年4月  | 2019年9月 | スーパーJチャンネル                                                 | 月曜日ニュースキャスターおよび金・土曜日フィールドキャスター |                        |
| 2019年10月 | 2020年3月 | スーパーJチャンネル                                                 | フィールドキャスター                                         | いずれも木・金曜日担当 |
| 2019年10月 | 2020年9月 | スーパーJチャンネル                                                 | ニュースキャスター                                           | いずれも木・金曜日担当 |
| 2020年4月  | 2020年9月 | サンデーステーション                                                | サブキャスター                                               |                        |
| 2020年10月 | 2021年3月 | 大下容子ワイド!スクランブル                                         | 月・金曜日取材・中継キャスター                               |                        |
| 2020年10月 | 2021年9月 | スーパーJチャンネル                                                 | 水・木曜日ニュースキャスター                                 |                        |
| 2021年4月  | 2021年9月 | 大下容子ワイド!スクランブル                                         | 月曜日取材・中継キャスター                                   |                        |
| 2021年4月  | 2021年9月 | ABEMA Morning（AbemaNews）                                          | 金曜日メインキャスター                                       |                        |
| 2021年10月 | 現在      | 大下容子ワイド!スクランブル                                         | 第1部でのコーナーキャスター                                  |                        |

バラエティ番組・その他
- チョコプランナー（ナレーター）
- お願い!ランキング（2018年4月5日 - 2021年9月29日、リポーター）
- あいつ今何してる?（2018年10月10日 - 2021年9月22日、アシスタント）
- AbemaNews（AbemaTV、金曜日担当）
- パネルクイズ アタック25 （朝日放送制作、2018年1月7日、「新春女性アナウンサー大会」に佐野伶莉（静岡朝日テレビアナウンサー）とペアを組み優勝。）
- 音楽チャンプ2時間スペシャル 全国31都市でカラオケ3000人オーディション（2018年7月27日）
- News Access（BS朝日、不定期）
- お笑い実力刃（2021年11月 - 2022年3月）※ツッコメCLUBのみ出演
- そだてれび（2023年10月2日 - 、MC）
- 研修テレビ!!（2023年11月9日 - ）（不定期）
- 激レアさんを連れてきた。（2023年12月18日[11]、2024年4月29日[12]、研究助手）MCの弘中綾香アナウンサーが10月23日の放送をもって産休入りしたため、代役8人目としてこの日に登場[13]。
- M:ZINE（2024年4月5日 - 、MC[14]）

## 雑誌
- 『週刊FLASH』[15]